# 韦尔讷伊战役
韦尔讷伊戰役（英語：Battle of Verneuil）是英法百年战争中具有重要戰略意義的一場戰役，發生在1424年8月17日，於諾曼第的韦尔讷伊附近，由英軍獲得決定性勝利。由於是百年戰爭史中最為血腥慘烈的一場戰役，被英格蘭人稱為第二次阿金庫爾戰役。

## 背景
1424年，法蘭西尚未從1415年阿金庫爾戰役的慘敗中恢復，北方領土在英王亨利五世的諾曼地征伐中喪失。法蘭西王太子查理因為1420年的特魯瓦條約而被剝奪王位繼承權。1422年10月法王查理六世逝世，王太子查理的繼承權只在法蘭西南部尚未被英格蘭控制的地區承認。親王太子的阿馬尼亞克派與親英的勃艮第派之間的內戰也全無停歇跡象。
早先在1422年8月逝世的英王亨利五世並未緩解法蘭西的危機，英軍由攝政王貝德福德公爵代表僅九個月大的亨利六世繼續戰爭。王太子急切需要軍隊，因此向法蘭西的老同盟蘇格蘭王國請求軍事支援。

### 多國聯軍
第一批蘇格蘭主力軍隊在1419年秋天抵達法蘭西，約計6,000人在布肯伯爵約翰·斯圖亞特的領導下加入法軍。這批蘇格蘭軍團在戰役中不斷得到新兵補充，很快在戰爭中成為具有影響力的部隊。1420年夏，「蘇格蘭軍團」成為法蘭西王家軍隊的一支分隊。他們在隔年的博熱戰役為法軍帶來勝利，在這次英格蘭入侵中首次重挫英軍。然而，博熱戰役為法軍帶來的信心在1423年克拉旺戰役隨著布肯伯爵的戰敗而消逝。
1424年初，布肯伯爵又帶來6,500人的增援，隨軍有蘇格蘭貴族中權力極大的道格拉斯伯爵。1424年4月24日，蘇格蘭軍團共2,500披甲戰士與4,000弓手來到王太子的總部布爾日激勵查理。義大利米蘭公爵菲利波·瑪麗亞·維斯孔蒂根據1424年2月17日的同盟條約派遣2,000名重騎兵加入，裝備經回火鍛造的鋼製全套板甲與馬甲。在早先1423年9月已有小批米蘭重騎兵加入法軍在拉比西耶爾大敗勃艮第人。
法軍在歐馬勒伯爵的領導下於1423年9月26日的拉布羅西尼埃戰役擊敗英軍，並在同月於拉比西耶爾擊敗勃艮第軍，拓展王太子的戰略位置。在拉伯西涅靠包抄戰術擊潰英格蘭長弓手說服法軍他們有能力在一場決戰中擊敗大批英軍。一項計畫因此誕生：英軍的主力將會被尋獲並擊潰，然後查理七世將能在蘭斯加冕為王。

## 前夕
8月，新成立的法蘭西—蘇格蘭聯軍做足準備朝被貝德福德公爵包圍的伊夫里城堡，約在韦尔讷伊東北方50公里。道格拉斯伯爵(剛被封為图赖讷公爵)與布肯伯爵於8月4日離開图尔和法軍指揮阿朗松公爵、歐馬勒伯爵、纳博讷子爵會合。然而在軍隊抵達前，伊夫里城堡就向英軍投降。聯軍指揮官們不知道下一步該怎麼做便召開戰爭會議。蘇格蘭軍與年輕的法軍指揮官傾向於發動戰鬥，然而纳博讷子爵與年長貴族尚未忘記阿金庫爾戰役的慘敗而不願冒風險。經過妥協，法軍決定攻打諾曼第邊界上的英軍堡壘，由西邊的韦尔讷伊開始。韦尔讷伊只用很簡單的技巧便拿下：一批蘇格蘭人帶著同胞假裝為英軍運送囚犯，聲稱貝德福德公爵在戰鬥中打敗聯軍，於是就打開了城門。
1424年8月15日，貝德福德公爵收到法軍佔領韦尔讷伊的消息，便用最快速度趕赴現場。兩天後貝德福德公爵接近城鎮，蘇格蘭軍說服他們的法軍指揮官選邊站。傳聞道格拉斯伯爵收到貝德福德公爵的訊息，邀他一同喝酒與早禱。道格拉斯伯爵回應說因為在英格蘭找不到貝德福德公爵所以跑來法蘭西找他。

## 戰鬥

### 部署
法蘇聯軍在韦尔讷伊北邊一里外平原，橫跨在往皮瑟森林的道路上布陣。這個平原給米蘭重騎兵很大的優勢發揮潛力對抗敵軍弓手。乘馬的米蘭披甲戰士由法國人卡庫蘭領導，在未乘馬的法蘇披甲戰士前方列陣，形成一支戰團。纳博讷子爵帶領西班牙傭兵披甲戰士與大多數法軍在道路左側，道格拉斯與布肯伯爵在右側。歐馬勒伯爵被給予最高指揮權，然而這支背景複雜的軍隊抗拒進行聯合行動。
貝德福德公爵從森林出現，一樣將他的部隊組成單一戰團向敵軍陣地前進。陣型一如既往：將披甲戰士置於中心，弓箭手在兩翼與前方，並在軍隊前面插上尖銳木樁。貝德福德公爵在後方配置500到2000名輕裝部隊，部分人乘馬，負責防守運輸車隊與馬匹，還有確保後方安全。約8500匹馬被拴在一起放在車隊與主力部隊之間，防止敵軍進行包圍。
雙方都期待對方先一步開啟戰鬥，從日出一直到傍晚4點，兩軍在烈日下正面對峙。傳聞貝德福德公爵在兩軍布陣後派人前往道格拉斯伯爵處，詢問他為參加這場戰鬥開價多少，道格拉斯伯爵冷酷地回應蘇格蘭人不會支付或收取任何金錢。

### 米蘭騎兵衝鋒
約下午4點，貝德福德公爵命令他的部隊前進。英軍一邊大喊「聖喬治！貝德福德！」一邊開始緩慢跨越原野。一場英格蘭與蘇格蘭的小規模弓手對決先行發生，但沒有明顯結果。同時，有如事先打過信號，2000名米蘭乘馬戰士朝英軍正面衝鋒。米蘭人沖開英軍因為烈陽而無法穩固插在地面上的木樁，而英軍弓箭手的箭雨無法對義大利雇傭兵的重甲產生有效打擊。米蘭騎兵的衝鋒衝擊英軍士氣，披甲戰士與弓箭手被撞飛，英軍陣型被米蘭騎兵撕開，許多人逃散或跌落地面被米蘭騎兵踐踏而死。米蘭騎兵從正中全面突破英格蘭陣型，英軍右翼的長弓手潰散。
米蘭人的進攻造成英軍恐慌，一名隊長因為覺得大勢已去帶領500人亂無章法的撤退，事後以陣前逃亡被定罪，處以車裂之刑。英軍騎兵逃往孔什，聲稱在那裡被小批守軍擊敗。在貝爾奈，更多英格蘭人傳播貝德福德公爵戰敗的消息。英軍戰敗的消息造成蓬托德梅尔發生叛亂，叛軍奪走逃亡英軍的裝備與馬匹。在農村地區也發生一系列的小型抗爭。
米蘭騎兵攻擊英軍的運輸車隊，引發英軍潰散。守衛後方的500到2,000名英軍逃亡，有些人乘馬逃難被米蘭騎兵追擊。稍後米蘭人回到主戰場上，期待法軍拿下勝利，然而卻事與願違。

### 重裝步兵交戰

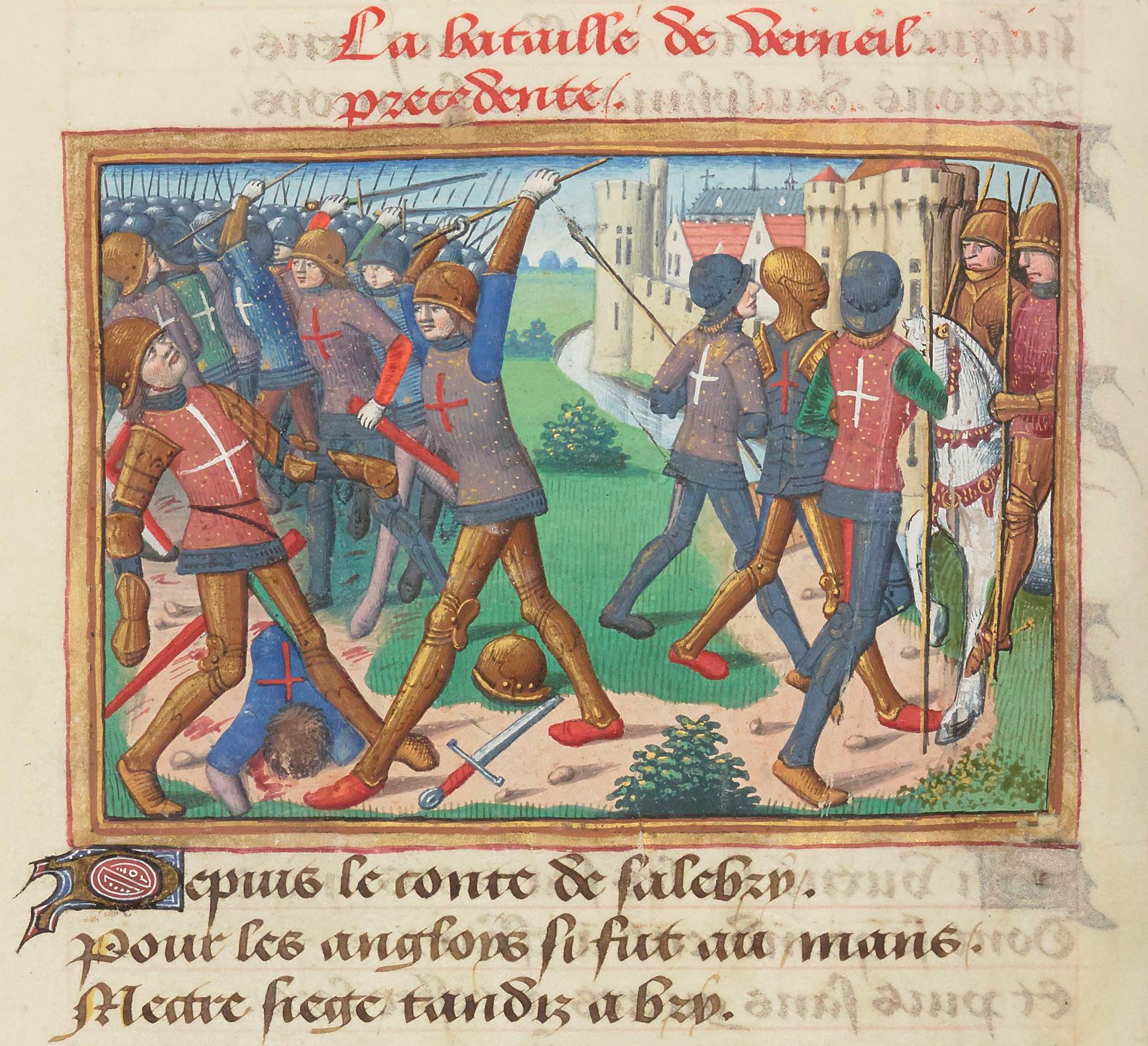
韦尔讷伊戰役，插畫收錄於《查理七世的守夜》(1484)。

在毀滅性的騎兵衝鋒後，貝德福德公爵集結他的士兵。英軍展現高度的紀律重整陣型。法軍感到勝券在握，士兵們開始一陣混亂的衝鋒，纳博讷子爵的軍隊先於其他人衝進敵陣。法軍的不協調部分原因在於想避開長弓兵箭雨的想法。其餘法軍隨著歐馬勒伯爵前進，同時喊著象徵法蘭西王國的戰吼「蒙茹瓦！聖但尼！」("Montjoie! Saint Denis!")。貝德福德的披甲戰士很有秩序地朝敵軍前進，每前進幾步便發出一聲大吼。索爾茲伯里伯爵托馬斯·蒙塔居的士兵被蘇格蘭軍隊壓制。一批法軍的重騎兵嘗試從右方側襲英軍，重新集結在左翼的2,000名長弓兵，利用栓成列的馬匹作為掩護發射箭雨擊退重騎兵。
英法兩軍的精銳重裝步兵在韦尔讷伊原野爆發正面衝撞，英格蘭中世紀史家德斯蒙德·苏厄德描述：「這場零距離衝突之慘烈連當代人都為之驚愕。」韦尔讷伊戰役的一名老兵瓦夫蘭事後回憶到：「死者的鮮血濺灑戰場，傷者如同巨流在大地奔逃。」在約45分的時間中，兩軍拼命砍殺敵軍，但未見任一方取得優勢，這被認為是整個百年戰爭中最為慘烈的一場戰鬥。貝德福德公爵親自上陣，揮舞駭人的雙手巨斧殺敵。一名老兵回憶：「沒人能不在他面前倒下。」蘇厄德寫到：「貝德福德的戰斧能像開罐頭一樣劈開一套昂貴的甲冑，甲冑下的肉體在斧刃沒入前便已碎裂。」
右側的英格蘭長弓手這時已經從被米蘭騎兵擊潰的狀況下回復，和擊退法蘭西騎兵的左側長弓手一同加入主戰場，隨著戰吼衝高英軍步兵的士氣。一段時間過後，法軍逐漸敗退，向韦尔讷伊潰逃。包含歐馬勒伯爵等許多人在游過護城河時溺斃。城外的溝渠堆滿慘死的法軍，纳博讷子爵等多數將領陣亡。
法軍潰滅後，貝德福德公爵停止追擊，並回歸戰場協助與蘇格蘭軍獨自戰鬥的托馬斯·蒙塔居。韦尔讷伊戰役進入終盤，貝德福德公爵從南側繞到蘇格蘭軍右翼。在幾乎完全被包圍的狀況下，蘇格蘭軍背水一戰進行猛烈反擊。英軍大吼：「為克拉倫斯！為克拉倫斯！」暗指在1421年博熱戰役戰死的克拉倫斯公爵，貝德福德公爵的哥哥。英格蘭與蘇格蘭兩國的長年冤仇讓所有想投降的蘇格蘭人無一倖免，能戰鬥的人全部堅守位置直到戰死，蘇格蘭軍幾乎全軍覆沒。大多數米蘭騎兵在此時回到戰場，卻發現他們的指揮官遭到屠戮，在16到20名重騎兵被殺後他們決定逃亡。

## 結果
王太子查理被迫延後前往蘭斯加冕的計畫。韦尔讷伊戰役的戰敗使通往王太子總部的布爾日道路門戶大開，將導致英格蘭完全統治法蘭西。貝德福德公爵受到他已逝的哥哥亨利五世影響，專注在兼併曼恩和安茹的工作上，認為這兩個省分尚未征服前進攻法蘭西南部要冒很大的風險。貝德福德公爵偏好踏實地一次征服一個省份，大膽地用一次戰役征服法蘭西南部也許終於能完全統一法蘭西，但也可能帶來毀滅性的結果。韦尔讷伊戰役的勝利對英格蘭的意義在：英格蘭掌握所有蘭開斯特屬諾曼第邊界的據點、拉海爾向東撤離。唯一的例外是聖米歇爾山，山上修道院的僧侶仍在抗爭。法軍挖地道進攻盧昂的計畫可能因為貝德福德的勝利而放棄。

### 傷亡
韦尔讷伊戰役是百年戰爭中最血腥的一場戰役，被英格蘭人稱做第二次阿金庫爾戰役。總計約有6,000名聯軍遭殺害。戰役的兩天後湯瑪斯·倫普斯通收到貝德福德公爵的來信，稱有7,262名聯軍被殺。貝德福德公爵自稱只有失去兩名披甲戰士和「一點點」弓箭手。勃艮地編年史家讓·德·瓦夫蘭親眼見證這場戰鬥，估計法軍有約6,000人戰死，200人被俘，英格蘭─諾曼第軍有1,600人戰死。道格拉斯伯爵與布肯伯爵一同戰死。三年前在博熱戰役中殺害克拉倫斯公爵的亞歷山大·布坎南爵士也在戰役中喪生。

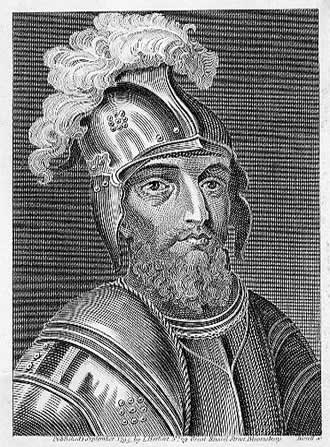
約翰·斯圖亞特，布肯伯爵。於韦尔讷伊陣亡。

蘇格蘭軍隊損失慘重，雖然並未就此退出戰爭，但仍然給予嚴重的打擊，未來英格蘭與法蘭西的衝突中不再有大量蘇格蘭軍隊增援。然而法蘭西並不完全為此感到可惜，法蘭西編年史家托馬斯·巴尚認為韦尔讷伊的浩劫至少因為不用再看到蘇格蘭人「難以容忍的傲慢」而得到平衡。被俘虜的法軍中包含阿朗松公爵、阿朗松的私生子皮埃爾、以及元帥吉爾貝·莫提耶·德·拉法葉。在悲痛之下，王太子查理持續榮耀生還者，其中一位是道格拉斯伯爵的隨軍牧師，受封為奧爾良主教。
貝德福德公爵凱旋回到巴黎，受到「神一般的款待......簡言之，沒有任何羅馬時代的凱旋比這對夫妻受到更多的榮耀。」

## 文化遺產
法蘭西當時代的編年史詳細記錄當時勃艮地控制下巴黎市民的反應。《Journal d'un bourgeois de Paris》與昂蓋朗·德·蒙斯特雷的編年史是這場戰役的主要史料。查理七世的王家史官讓·夏提爾(约1390–1464)著的《Chronique de Charles VII, roi de France》在1858年由史家維里維爾出版，證實英軍的全面勝利。法蘭西作家為眾多為查理七世服務而受難的人們哀悼。1924年理查·阿格爾·紐豪爾對這場戰役的研究至今仍是該戰役戰術與事件的權威。維多利亞時代的歷史作家約瑟夫·史蒂芬遜翻譯法文研究，關於在百年戰爭中遭難的貴族研究經常被引用。類似的例子，19世紀法蘭西中世紀史家錫梅翁·路歇，重新抄錄法國國家圖書館的殘餘原始資料。由於原始資料大多佚失，這些第二手資料是今天研究的主要檔案。由於勃艮地編年史家讓·德·瓦夫蘭在後來和英軍一起行動而留下許多重要資料，但是關於韦尔讷伊戰役他並沒有留下很多紀錄。